# إسواتيني
مملكة إسواتيني وتعرف سابقًا باسم مملكة سوازيلاند مملكة إفريقية داخلية تحيط بها جنوب أفريقيا من الشمال والجنوب والغرب، وموزمبيق من الشرق، مساحتها 17363 كيلومتراً، وقُدر سكانها في سنة 1988م بحوالي 737,000 نسمة، خضعت لحماية بريطانية ثم لنفوذ اتحاد جنوب أفريقيا وهي مستقلة الآن، أرضها جبلية، والقطاع الشرقي منها سهلي، مناخها معتدل على المرتفعات حار رطب في السهول الشرقية، واللغة الرسمية الإنجليزية، ولغة (سي سواتي) المحلية وعاصمتها مبابان، والغلات المنتجة تتمثل في الأرز، الذرة، قصب السكر والقطن.
وتربي الأبقار والأغنام والماعز ومخارجها من موزمبيق وجنوب أفريقيا.

## التاريخ
وفقًا لأساطير السوازي فإن أسلافهم قد عاشوا في وقت ما، بالقرب من مابوتو الحالية. في نهاية القرن الثامن عشر، قاد نجواني الثاني زعيم السوازي فرقة من الناس عبر الجبال إلى جنوب شرقي سوازيلاند الحالية، وهناك وجد السوازي شعوبًا إفريقية أخرى. قام نجواني الثاني ومن حكم بعده بتوحيد العديد من هذه الشعوب مع السوازيين.
جاء التجار البريطانيون والبوير، وهم مزارعون هولنديون من جنوبي إفريقيا، لأول مرة، إلى سوازيلاند في الثلاثينيات من القرن التاسع عشر. وفي ثمانينيات القرن التاسع عشر اكتشف المستوطنون الذهب وهرع مئات المنقبين إلى المنطقة، وطلبوا من زعيم السوازي ومستشاريه توقيع وثائق لمنحهم حقوق البحث عن المعادن واستخدام الأراضي للزراعة والرعي. لم يكن السوازي يعرفون القراءة والكتابة، ولم يدركوا أنهم كانوا يتخلون عن السيطرة على الأرض.
في 1894م اتفق البريطانيون والبوير على أن تحكم جمهورية بوير جنوب إفريقيا، سوازيلاند، وفي 1902م خسر البوير إحدى المعارك ضد البريطانيين، واستولت بريطانيا على سوازيلاند. في 1967م تولت سوازيلاند مقاليد السلطة في المسائل الداخلية ونالت الاستقلال الكامل في 6 سبتمبر 1968م. أصبحت سوازيلاند عضوًا بالأمم المتحدة في 24 سبتمبر 1968م.
في 1968م أقرَّت بريطانيا دستورًا لسوازيلاند، تم بموجبه إقامة ملكية دستورية في البلاد برئاسة الملك سوبهوزا الثاني. عارض هذه الخطوة كثير من السوازي الذين شعروا بأن في ذلك تغاضيًا عن تقاليدهم ومصالحهم. في 1973م أبطل الملك سبهوزا الدستور، وعطل عمل الهيئة التشريعية في البلاد وبدأ يحكم البلاد بمعاونة مجلس وزراء. عين الملك سبهوزا لجنة لكتابة دستور جديد يكون أكثر مراعاة لتقاليد السوازي. في 1979م تم تكوين هيئة تشريعية جديدة. توفي الملك سبهوزا في 1982 م. في 1983 م أعلن أحد أبنائه وهو الأمير مخوستيف البالغ من العمر 15 عامًا وريثًا للعرش، ونصّب في 1986م ملكًا واتخذ اسم الملك مسواتي الثالث.
وفي عام 1993م أقيمت أول انتخابات عامة بالبلاد منذ عام 1972م، واختار الشعب نواب المجلس الوطني. عين الملك مسواتي الأمير جيمسون بيكمبي دلاميني رئيسًا للوزراء.
في يونيو 2011، طلبت سوازيلند انقاذ مالي من جنوب أفريقيا خوفاً من الإفلاس.

## السياسة والحكومة
مملكة تسودها الملكية المطلقة في داخل الكومنولث، والتي يلعب الملك فيها دوراً مهيمناً في السياسة. رئيس الدولة يحدد السلطتين التنفيذية والتشريعية. كما يتم تمثيل الدولة من طرف الملك وأفراد الأسرة الحاكمة بوضع صورهم على الطوابع البريدية والنقود. منذ عام 1973، والأحزاب السياسية محظورة. غير أن هناك بعض الجماعات المعارضة، مثل الحركة الديمقراطية المتحدة (PUDEMO)

## التقسيمات الادارية
تقسم إسواتيني إلى أربع مقاطعات هي:
- مقاطعة هوهو
- مقاطعة لوبومبو
- مقاطعة منزيني
- مقاطعة شيزلويني

## الجغرافيا

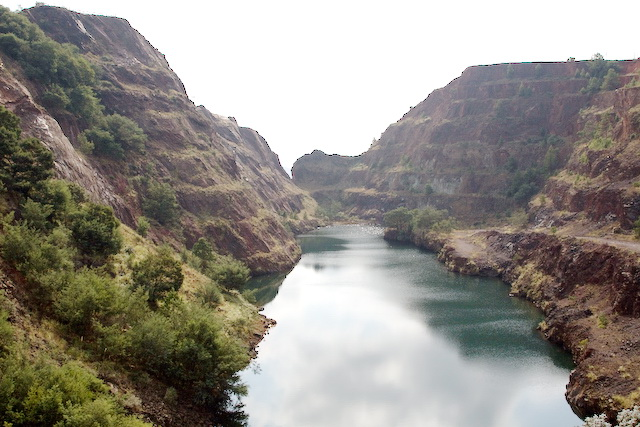
نغوينيا هو أقدم منجم في العالم. بها رسومات في الكهوف تعود ل 40،000 سنة مضت. كان المنجم يستخدم تجاريا حتى السبعينات، لتزويد اليابان بالحديد لصناعة السيارات.

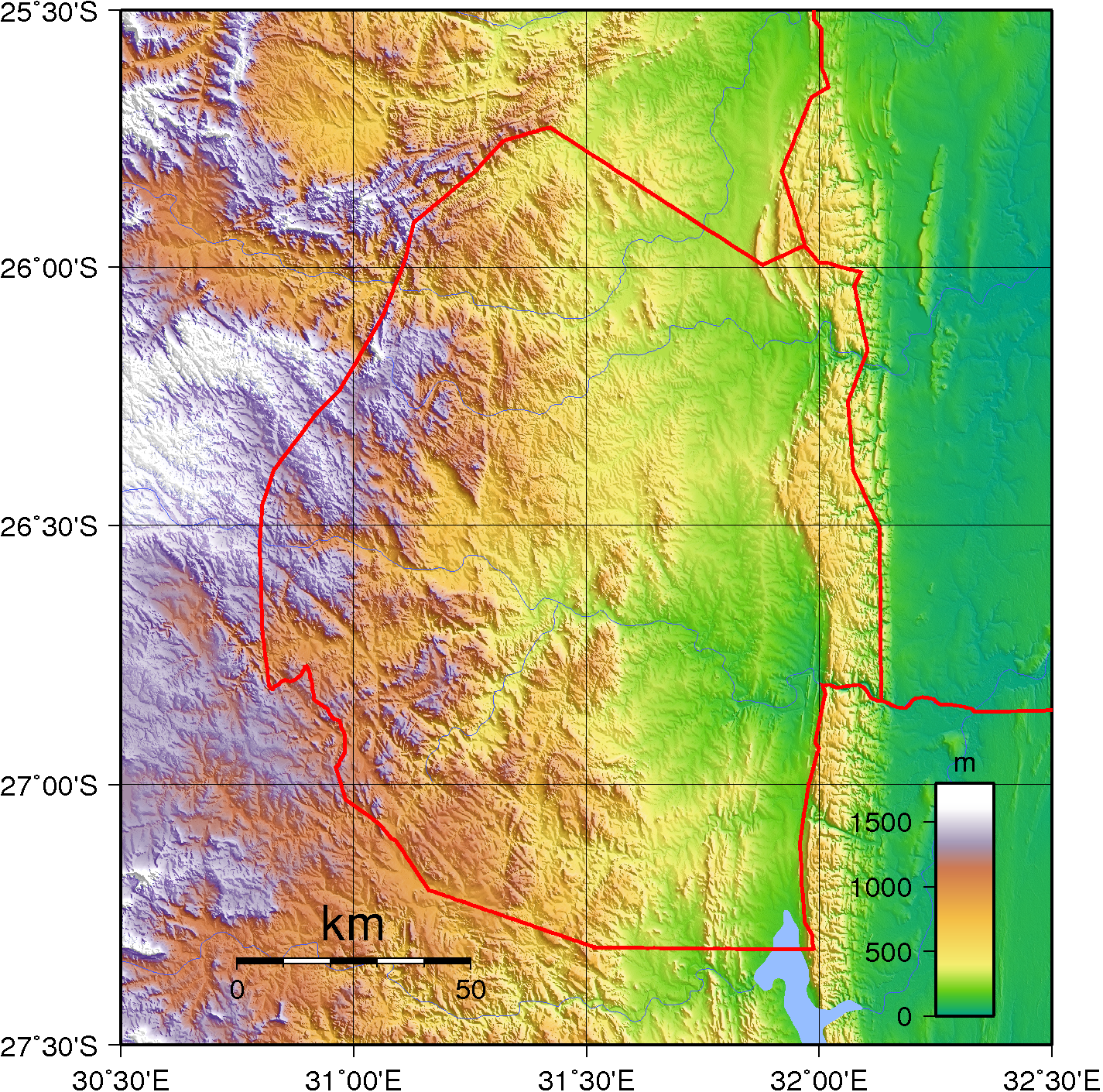
خريطة إسواتيني الطبوغرافية.

ترتفع الجبال على طول الجبال الغربية لإسواتيني إلى نحو 1370 متراً فوق مستوى سطح البحر، وتغطي غابات الصنوبر الواسعة جانباً كبيراً من هذه الأراضي في المنطقة، وإلى الشرق من الجبال توجد مرتفعات داخلية متعرجة تغطيها الأعشاب، ويعيش أغلب السكان في هذه المنطقة. أما في أقاصي الشرق تكون طبيعة التضاريس على هيئة سهل منخفض تغطيه الحشائش والشجيرات الخفيفة. تجري عبر إسواتيني أربعة أنهار رئيسية هي: نهرإنجوفوما، ونهرإمبلوزي، نهر زكوماتي ونهر أوسوتو الكبير. توفر هذه الأنهار المياه المطلوبة لري المحاصيل وتشغيل محطات توليد الطاقة الكهرومائية.

### المناخ
الفصول في إسواتيني هي عكس فصول نصف الكرة الشمالي، إذ يكون شهر كانون الأول (ديسمبر) منتصف الصيف بينما يكون شهر حزيران (يونيو) منتصف الشتاء. بشكل عام، تسقط الأمطار أثناء أشهر الصيف، وغالباً ما تكون على شكل عواصف رعدية. فصل الشتاء فصل جاف. معدل سقوط الأمطار السنوي في المناطق المرتفعة غربي البلاد هو الأعلى ويتراوح بين 1000 ملم و2000 ملم. كلما اتجهنا شرقاً، يقل معدل سقوط الأمطار، حيث يسجل ما بين 500 ملم إلى 900 ملم في المناطق المنخفضة سنوياً. ترتبط الفروقات في درجات الحرارة أيضاً بالارتفاع في المناطق المختلفة. تكون درجة الحرارة في المناطق المرتفعة معتدلة ونادراً ما تكون مرتفعة، بينما تسجل الحرارة في المناطق المنخفضة درجات قد تصل إلى 40 درجة مئوية صيفاً.
معدلات درجات الحرارة في مبابان حسب الفصول:
| الربيع | أيلول (سبتمبر) – تشرين الأول (أكتوبر) | 18 درجة مئوية |
| الصيف  | تشرين الثاني (نوفمبر) – آذار (مارس)   | 20 درجة مئوية |
| الخريف | نيسان (أبريل) – أيار (مايو)           | 17 درجة مئوية |
| الشتاء | حزيران (يونيو) – آب (أغسطس)           | 13 درجة مئوية |

## الاقتصاد
أتاحت الثروات الزراعية والمعدنية الغنية لسوازيلاند تطوير اقتصاد متنوع. كما اكتسبت صناعة السياحة اهتمامًا متزايدًا. ومعظم السائحين من جنوب أفريقيا وتجتذبهم معالم البلاد السياحية مثل الملاهي. ويمتلك الأوروبيون نصف الأراضي في سوازيلاند تقريبًا حيث يزرعون القطن، والعنب، والأرز، وقصب السكر والتبغ، كما يربون الأبقار للحومها ولجلودها. ويقوم أيضًا معظم السوازي برعي الأبقار، وتأمين الأغذية لأسرهم ولكن منذ ستينيات القرن العشرين بدأت أعداد متزايدة من السوازي بزراعة محاصيل نقدية.

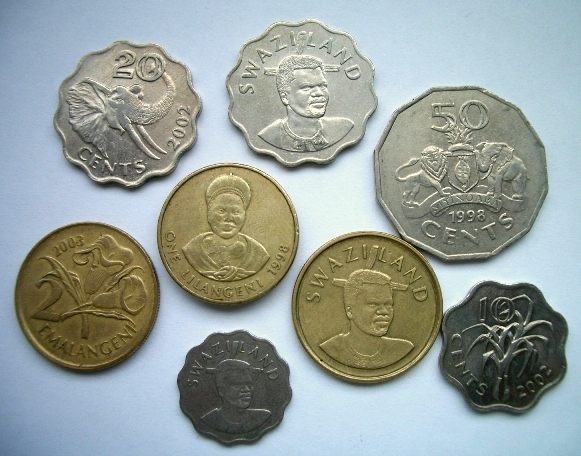
عملات معدنية سوازيلاندية

منذ أربعينات القرن العشرين قامت شركات أوروبية بزراعة الأراضي الجبلية في سوازيلاند بالصنوبر والأوكالبتوس (وهو شجر يستعمل ورقه وزهره للأغراض الطبية) وتتمتع المنطقة اليوم بأكبر الغابات المشجرة صناعيًا في إفريقيا. يمتلك الأوروبيون مصانع لصناعة الورق من الخشب ومنتجات الغابات الأخرى. توجد في سوازيلاند ثروات معدنية غنية في الجبال، حيث يأتي نصف دخل البلاد من صناعة التعدين، التي يمتلكها الأوروبيون. ويُعتبر الإسبستوس وخام الحديد من الصادرات الرئيسية. وهناك خامات من الفحم الحجري، والذهب، والباريت وهو خام يستخدم في صنع الباريوم، والكاولين، وهو طين يستخدم في صناعة الخزف. يعمل حوالي 6 آلاف من السوازي في مناجم الذهب في جنوب إفريقيا.
منذ أواخر ستينيات القرن العشرين نما في سوازيلاند عدد من الصناعات الصغيرة التي تنتج الأسمدة والإسمنت والمنتجات الغذائية وغيرها من السلع.
إمبابان العاصمة الإدارية لسوازيلاند وتقع في المرتفعات الغربية. يعيش معظم سكان سوازيلاند في المناطق الريفية. تتمتع سوازيلاند بحوالي 1,600 كم من الطرق المعبدة
بالقار أو الحصباء، وتمتد ممرات المشاة المتعرجة بين معظم مساكن الأسر. يربط خط سكك حديدية بين إمبابان ومابوتو عاصمة موزمبيق، ويصل خط سكك حديدية بين سوازيلاند وجنوب إفريقيا. تربط خدمات الطيران إمبابان بجنوب إفريقيا، وموزمبيق، وزيمبابوي وتنزانيا.

## الصحة
يوجد في سوازيلاند أعلى المعدلات العالمية في الإصابة بفيروس نقص المناعة البشرية/الايدز (25.8% من لبالغين)؛ وكانت آخر البيانات المتاحة من منظمة الصحة العالمية في عام 2002 يوضح أن 64% من الوفيات في ذلك العام كان بسبب مرض الايدز، وفي عام 2009؛ ما يقدر بحوالي 7000 شخص توفى جراء الايدز أو أسباب تتعلق به.
في عام 2004، اعترفت حكومة سوازيلاند -للمرة الأولى- أنها تعاني من أزمة تفشى مرض الإيدز، حيث أن38.8% من النساء الحوامل مصابات بالفيروس ؛ فقد أعلن رئيس الوزراء آنذاك ثيمبا دلاميني أن هناك أزمة إنسانية في سوايزلاند بسبب انتشار الجفاف، وزيادة الفقر.
ينتشر في سوازيلاند الوباء المزدوج (السل/ الايدز) الذي سبّب انخفاض متوسط العمر المتوقع من 60 إلى 31 عاماً. كما تعاني سوازيلاند من انتشاراً هائلاً لداء السل المقاوم للأدوية التي تبلغ نسبته 7,7% من معدّل حالات الإصابة الجديدة، وفقاً لما أعلن عنه في الدراسة الاستقصائية حول قابلية الإصابة التي أعدّها البرنامج المشترك بين منظمة أطباء بلا حدود والسلطات الوطنية للعامين 2009 - 2010، والذي يصنّف سوازيلاند بين مجموعة البلدان التي تعاني من انتشار حاد للسل المقاوم للأدوية المتعددة.
وما يُعيق عملية مواجهة هذه الأزمة هو النقص الفادح في الموظفين الصحيين المحليين ومرافق التشخيص غير الملائمة إضافة إلى إخفاق المرضى في استكمال العلاج. ويرجع ذلك غالباً إلى ارتفاع تكاليف السفر المتكرّر والطويل للالتحاق بالمرافق الصحية.
ووفقا لتقرير برنامج الأمم المتحدة المشترك 2011، فإن سوازيلاند على مقربة من تحقيق حصول جميع المصابين بفيروس الإيدز على العلاج، حيث تتراوح تقديرات التغطية العلاجية من 70% إلى 80% من المصابين.

## التعليم
التعليم في سوازيلاند مجاني لكن غير إلزامي في المرحلة الابتدائية وخاصة في مرحلتي الابتدائي الأول والثاني وللأطفال الأيتام والمعوقين. وفي عام 1996، كان معدل الالتحاق بالمدارس الابتدائية يصل إلى 90.8٪، بالتساوي بين الجنسين. وفي عام 1998، وصل 80.5% من الأطفال إلى الصف الخامس
.
يتوفر التعليم العالي من خلال جامعة سوازيلاند. ولمكتبة سوازيلاند الوطنية العامة فروعا في جميع أنحاء سوازيلاند وذلك بالشراكة مع فاندزا، وهي منظمة غير حكومية، ومع مشروع المكتبة الأفريقية.

## السكان
أغلب سكان سوازيلاند هم تقريبًا من عرقية سوازي بالإضافة أقلية الزولو ومن العرق الأفريقي الأبيض أي ذوي الأصول البريطانية وشعوب الأفركان. وهناك بعض البرتغاليين الذين يعيشون فيها كما التجئ إليها العديد من الموزامبيق. يعتمد معظم السوازي على الزراعة وتربية المواشي الاكتفائية. وانتقل بعضهم ليعيشوا في المدن كما يعملون في المصانع والمتاجر وفي الدواوين.وهناك مجموعات من السوازي يعملون في مناجم جنوب أفريقيا.

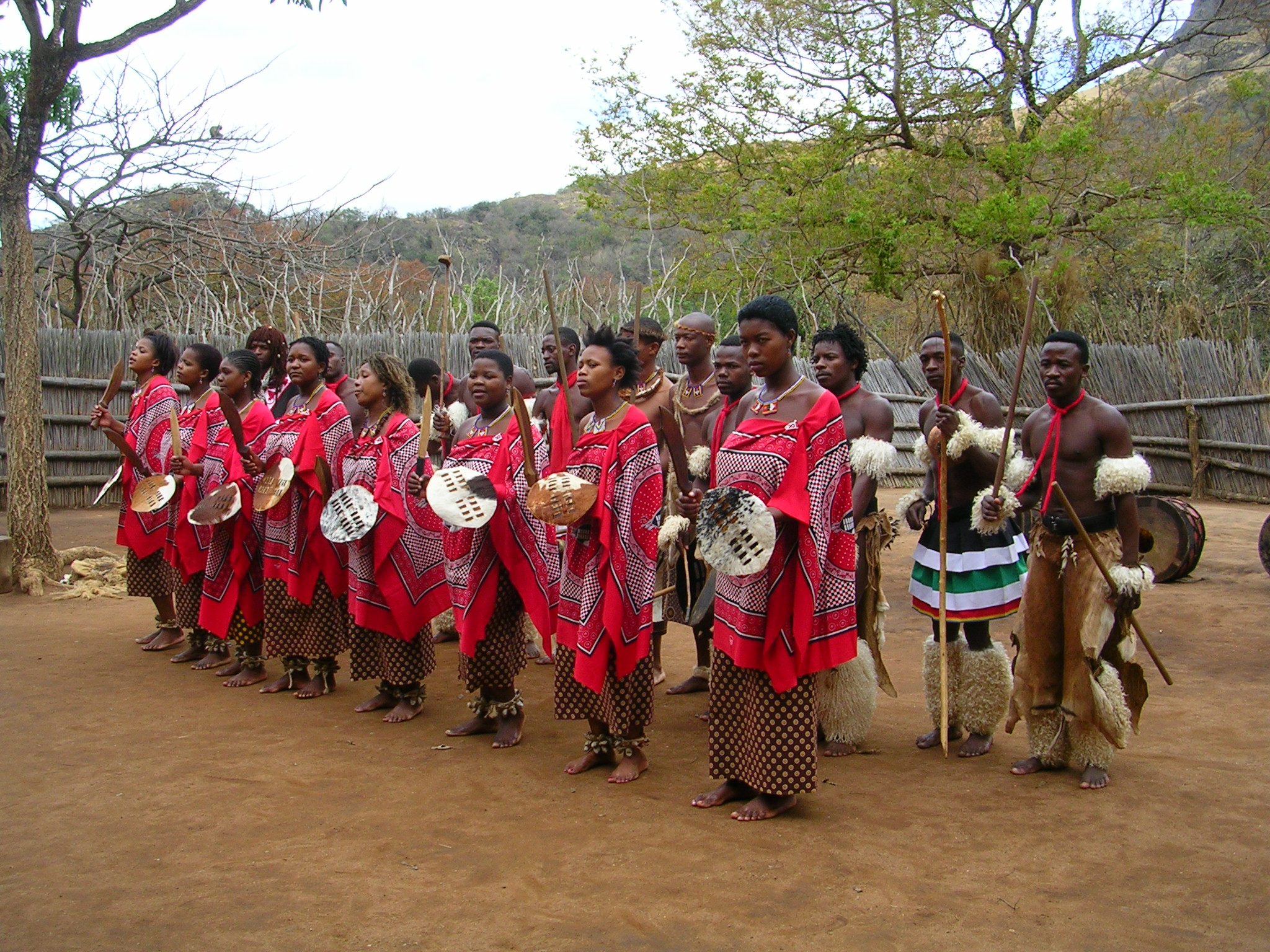
سوازيلنديين يرقصون في عرض بقرية ثقافية.

يتحدث معظم السوازي لغة السسواتي وهي إحدى لغات البانتو. يعلي السوازي من قيمة أبقارهم ويحترمون الذين يملكون قطعانًا كبيرة من البقر. وفقًا لتقاليدهم فإن السوازي لا يذبحون البقر من أجل الغذاء، ولكن قد يبيعون بعضًا منها للحصول على المال، وقد يقدَّم بعضها قربانًا في الطقوس الدينية. عند زواج الرجل السوازي تدفع أسرته أبقارًا لأسرة زوجته مهًرا حتى تصبح زوجة شرعية، وقد يكون للرجل منهم أكثر من زوجة واحدة. تشمل الأسرة النموذجية الرجل وزوجاته وأطفاله غير المتزوجين وأبناءه المتزوجين وأسرهم. تعيش الأسرة في مسكن منفرد يضمهم جميعًا. ظلت مساكن الأسر لمئات السنين تتكون من أكواخ مستديرة مبنية حول حظيرة البقر. يسكن العديد من السوازي الأثرياء اليوم في منازل مشيدة على النمط الغربي. في أماكن الأسرة التي فيها أكثر من زوجة فإن كل زوجة يكون لها جناح خاص، ولها أيضًا حديقة تزرع فيها الفاصوليا والذرة الشامية والدباء ومحاصيل أخرى. ويقوم الرجال والشباب من السوازي برعي الأبقار.
يتكون الزي التقليدي السوازي من جلود الحيوانات، والجلود المدبوغة، وقطع ملابس ملونة ناصعة. يرتدي السوازي أيضًا حلية مزينة بالخرز، ويلبس معظمهم اليوم الزيّ الغربي.
ينتمي الرجل من السوازي إلى جماعة في مثل سنه يقوم بتنظيمها النجونياما. ولكل من المجموعات المتقاربة في السن جوانب خاصة بها في الطقوس السوازية. يستطيع نصف كبار السن من السوازي تقريبًا الكتابة أو القراءة، بينما يتلقى حوالي 110 آلاف طفل تعليمًا ابتدائيًا. يتبع أكثر من نصف السوازي المسيحية، ويمارس معظم بقيتهم ديانات إفريقية تقليدية. يعيش في سوازيلاند أيضًا حوالي ثمانية آلاف من الأوروبيين والأوروبيين الإفريقيين وهم شعب مولد. يمتلك الأوروبيون مزارع ومناجم وغابات، ويعمل معظم الأوروبيين الإفريقيين عمالاً ومزارعين وحرفيين أو تجارًا

### اللغات
اللغة السوازية هي لغة تستعمل في سوازيلاند وجنوب أفريقيا. يتحدثها 2.5 مليون شخص وهي لغة رسمية في سوازيلاند (هي والإنجليزية) وإحدى اللغات الرسمية في جنوب أفريقيا.
حوالي 76,000 شخص في سوازيلاند يتحدث لغة الزولو.

### الأديان
هناك العديد من الديانات المنتشرة في سوازيلاند، إذْ أنه توجد العديد من المعتقدات التقليدية التي قد يتبعها بعض السكان إضافةً إلى الديانات الأخرى الرئيسية. 82.70% من مجموع السكان يتمسك بالمسيحية، مما يجعله الدين الأكثر شيوعا في سوازيلاند. توجد في البلاد الكنائس البروتستانتية المختلفة المنتشرة في باقي أفريقيا، بما في ذلك الصهيونية الأفريقية، التي يتبعها غالبية المسيحيين (40٪)، وهي كنيسة تخلط بين المسيحية والتقاليد الأفريقية القديمة، تليها الكاثوليكية الرومانية 20% من الأتباع. كما يمارس في البلد الإسلام (0.95٪)، والدين البهائي (0.5٪)، والهندوسية (0.15٪).
وصل الإسلام إلى سوازيلاند عن طريق الهجرة إليها من اتحاد جنوب إفريقيا وانتشار التجار المسلمين الذين نالوا شرف الدعوة الإسلامية، وقد بدأت الدعوة الإسلامية تنشط فيها بشكل رسمي في عام 1989 م.

## معرض صور

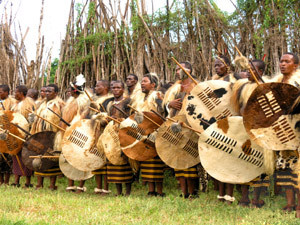
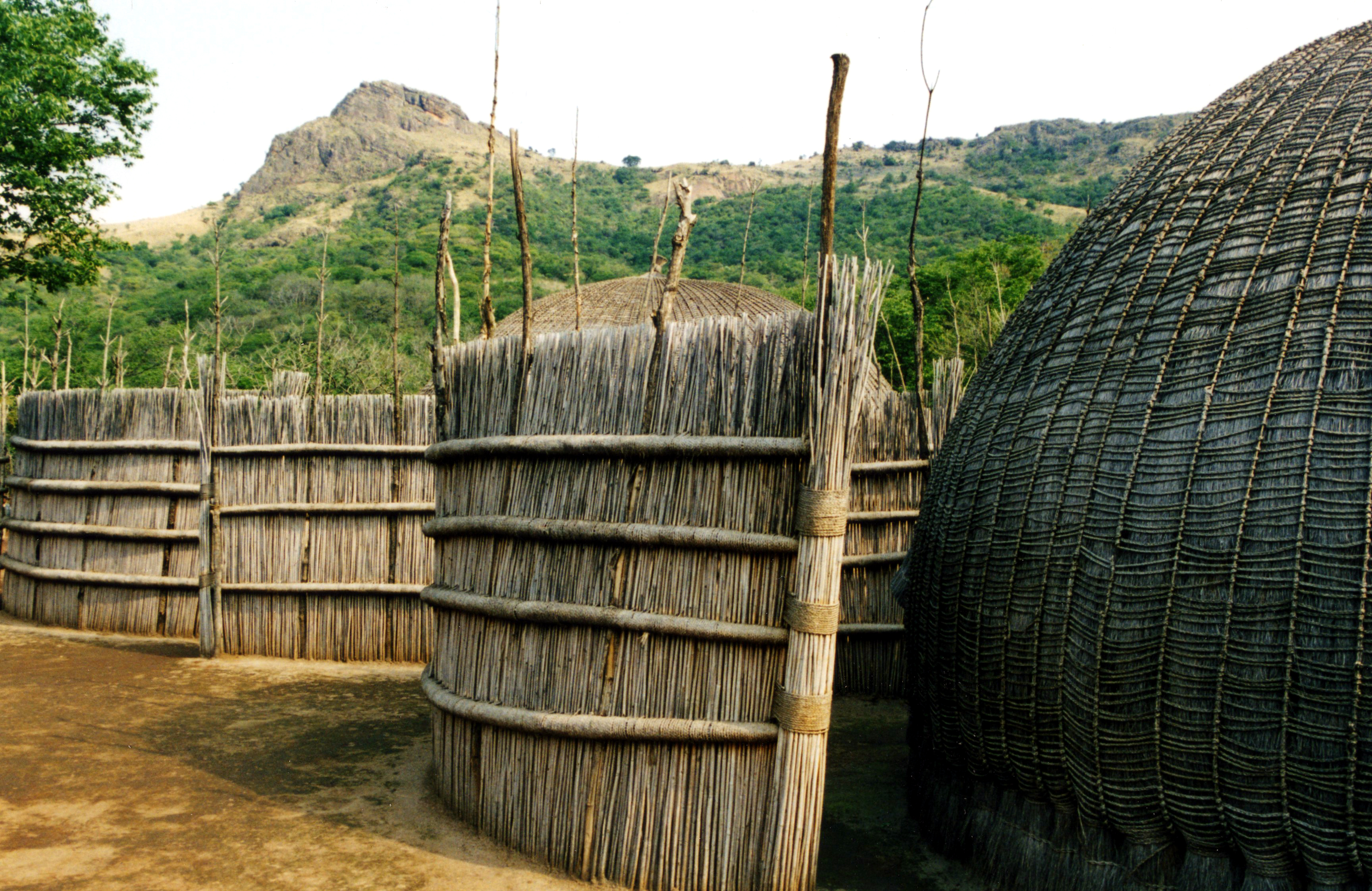
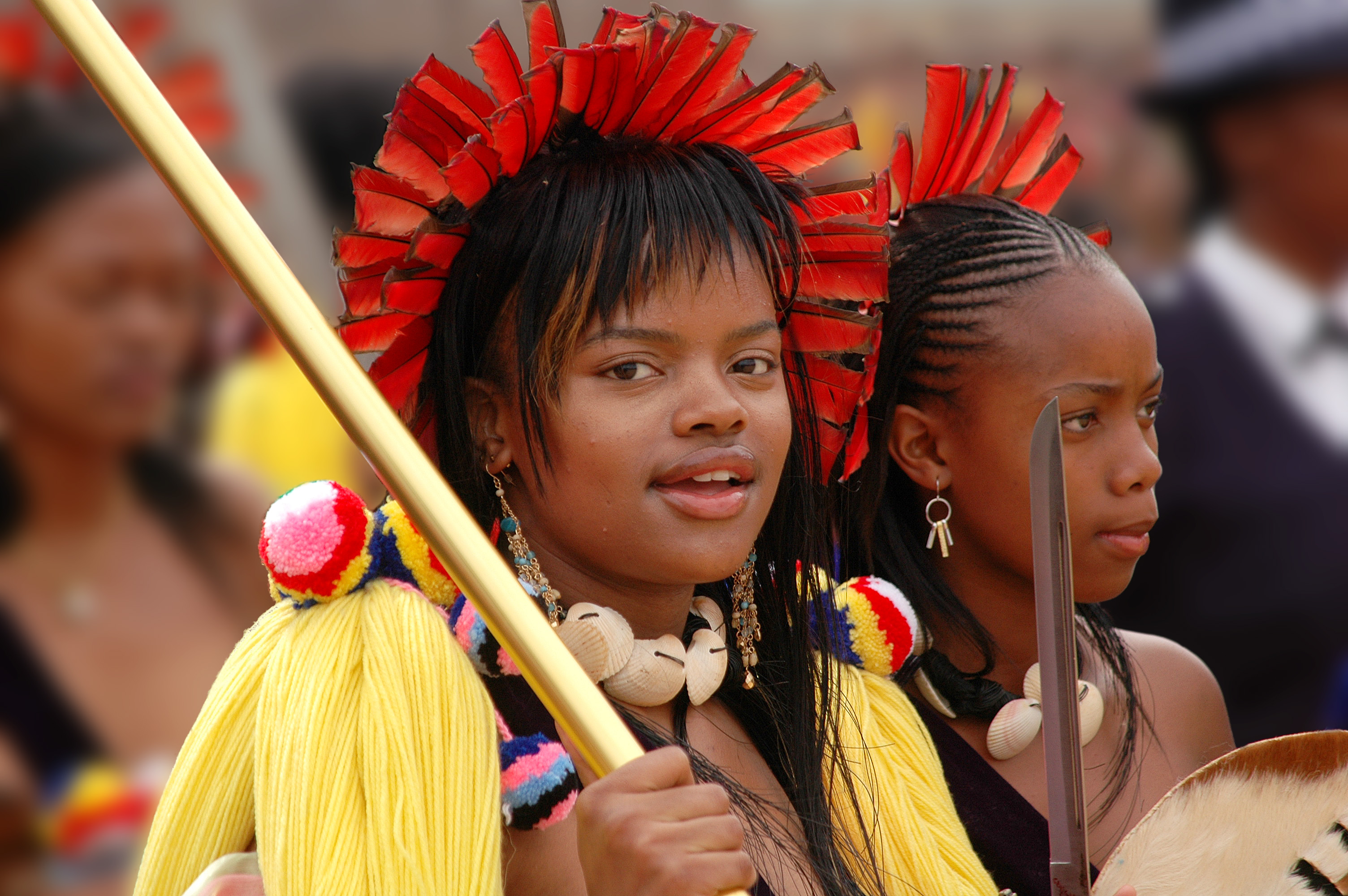